# Barres parallèles
Pour les articles homonymes, voir Barres et Barre.

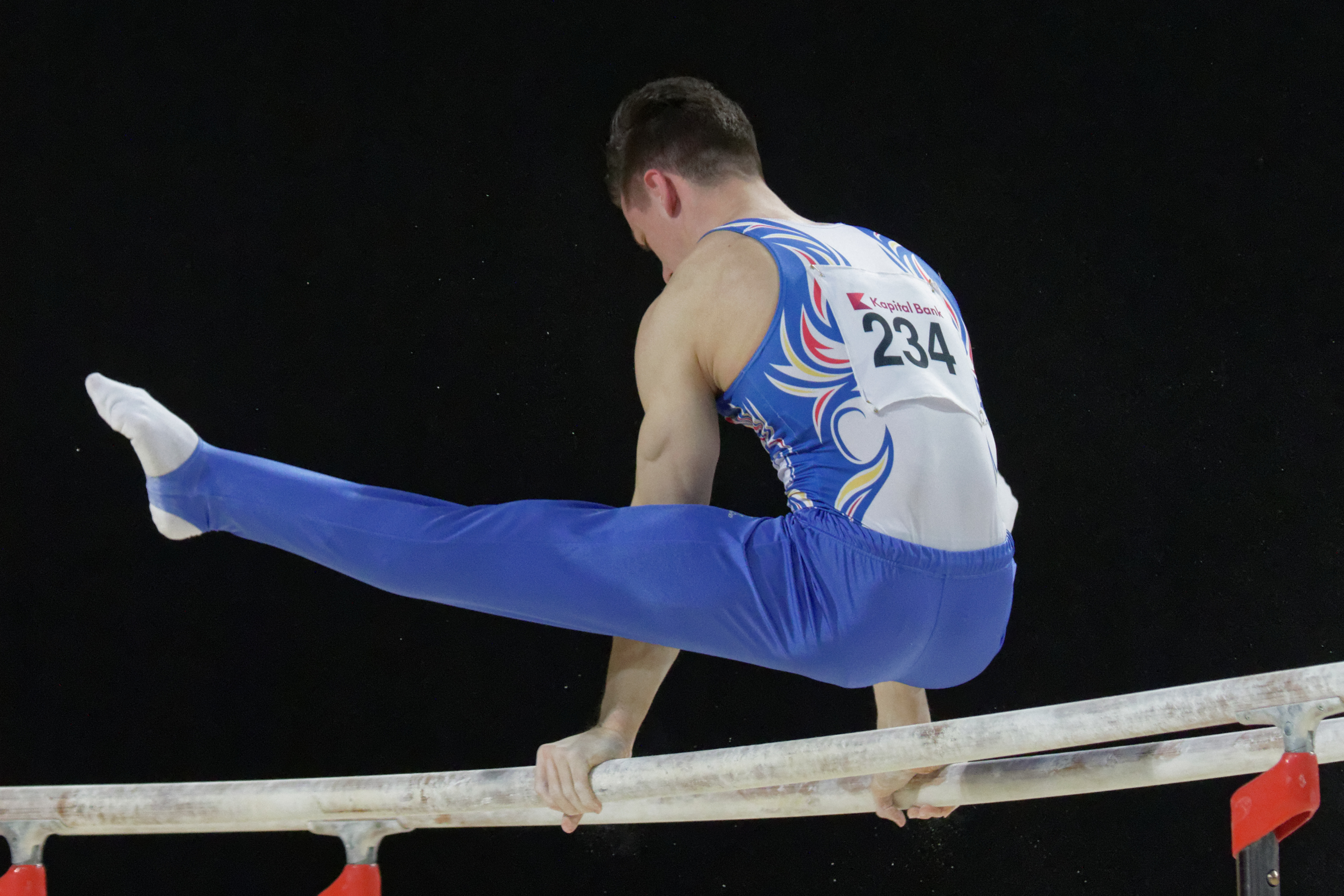
Andrei Muntean réalisant une équerre aux Championnats d'Europe de gymnastique artistique 2015.

Les barres parallèles sont un des six agrès en gymnastique artistique masculine. Le gymnaste doit alterner phases d'élan et/ou de vol avec des phases d'arrêt et d'équilibre. Au programme : des équilibres en force, des équerres, mais aussi des soleils, des bascules, des lâchers de barre, encore des sorties salto, etc. Les barres parallèles sont l'un des agrès comportant le plus d'éléments reconnus par la Fédération internationale de gymnastique. Les barres sont faites de bois vernis et offrent donc une certaine souplesse mécanique.
Dimensions :
- hauteur : 200 cm (dont 20 cm de tapis de réception) ;
- longueur : 350 cm ;
- distance entre les barres : de 42 à 52 cm (réglable).